# كلارنس ماكس فولر
كلارنس ماكس فولر (بالإنجليزية: Clarence Max Fowler)‏ (و. 1918 – 2006 م) هو فيزيائي، وعالم نووي من الولايات المتحدة الأمريكية . ولد في مدينة نيويورك .
توفي في لوس ألاموس، نيومكسيكو ، عن عمر يناهز 88 عاماً.